# Liste der 999 Frauen des Heritage Floor/Aspasia
Diese Liste beschreibt das Gedeck für Aspasia auf dem Tisch der Kunstinstallation The Dinner Party von Judy Chicago. Sie ist Teil der Liste der 999 Frauen des Heritage Floor, die den jeweiligen Gedecken auf dem Tisch zugeordnet sind. Die Namen der 999 Frauen befinden sich auf den Kacheln des Heritage Floor, der unterhalb des Tisches angeordnet, zur Kunstinstallation gehört.

## Beschreibung
Die Installation besteht aus einem dreiseitigen Tisch, an dem jeweils 13 historische oder mythologische Persönlichkeiten, somit insgesamt 39 Personen, von der Urgeschichte bis zur Frauenrechtsbewegung Platz finden. Diesen Personen wurde am Tisch jeweils ein Gedeck bestehend aus einem individuell gestalteten Tischläufer, einem individuell gestalteten Teller sowie einem Kelch, Messer, Gabel, Löffel und einer Serviette zugeordnet. Die erste Seite des Tisches widmet sich der Urgeschichte bis zur Römischen Kaiserzeit, die zweite der Christianisierung bis zur Reformation und die dritte von der Amerikanischen Revolution bis zur Frauenbewegung. Jedem Gedeck auf dem Tisch sind weitere Persönlichkeiten zugeordnet, die auf den Fliesen des Heritage Floor, der den Raum unter dem Tisch und die Mitte des Raumes zwischen den Seite des Tisches einnimmt, einen Eintrag erhalten haben. Diese Liste erfasst die Persönlichkeiten, die dem Gedeck der Aspasia zugeordnet sind. Ihr Platz befindet sich an der ersten Tischseite.

### Hinweise
Zusätzlich zu den Namen wie sie in der deutschen Transkription oder im wissenschaftlichen Sprachgebrauch benutzt werden, wird in der Liste die Schreibweise aufgeführt, die von Judy Chicago auf den Kacheln gewählt wurde.
Die Angaben zu den Frauen, die noch keinen Artikel in der deutschsprachigen Wikipedia haben, sind durch die unter Bemerkungen angeführten Einzelnachweise referenziert. Sollten einzelne Angaben in der Tabelle nicht über die Hauptartikel referenziert sein, so sind an der entsprechenden Stelle zusätzliche Einzelnachweise angegeben. Bei Abweichungen zwischen belegten Angaben in Wikipedia-Artikeln und den Beschreibungen des Kunstwerks auf der Seite des Brooklyn Museums wird darauf zusätzlich unter Bemerkungen hingewiesen.

### Gedeck für Aspasia

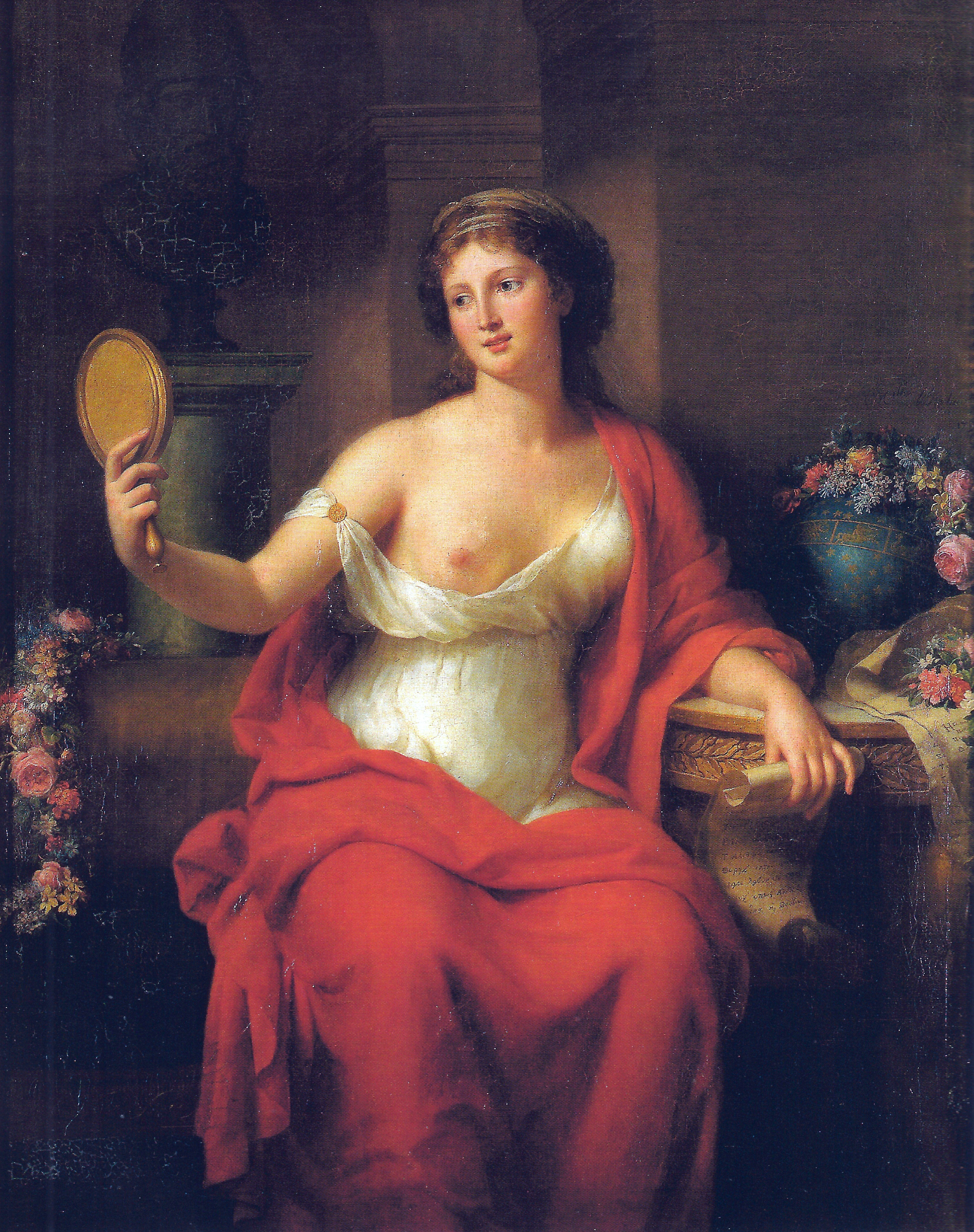
Aspasia, Marie-Geneviève Bouliar (1772–1825)

Aspasia wurde um 470 v. Chr. geboren und starb um 420 v. Chr. Sie war eine Philosophin und Rednerin. Aspasia war die zweite Frau des Perikles. Geboren wurde sie als Tochter des Axiochos und stammte aus Milet. In Athen führte sie als Gastgeberin und Rednerin einen philosophischen Salon. Ihre Bildung hatte sie durch ihren Vater erhalten, im Gegensatz zu den Frauen in Athen, denen grundlegende Rechte und Bildung fehlten. Beeinflusst war sie von der ionischen Philosophie. Ihre Werke sind nicht erhalten, jedoch soll Platons Dialog Menexenos eine Rede von Aspasia wiedergeben. Da sie in Aufzeichnungen anderer Philosophen erwähnt wird, verkehrten vermutlich viele bekannte Philosophen in ihrem Salon. So führt Sokrates in dem Dialog Menexenos aus, dass Aspasia seine Lehrerin der Rhetorik gewesen wäre.
Gleichzeitig wird sie jedoch von antiken Komödienverfassern als Hetäre bezeichnet und somit herabgesetzt. Vom Komödiendichter Hermippos wird sie der Asebie und Kuppelei beschuldigt. Nur mit Mühe konnte Perikles einen Freispruch erreichen. Nach Plutarch soll Thargelia von Milet ihr Vorbild gewesen sein. Dies könnte jedoch auch darauf zurückzuführen sein, dass sie als Frau aus Milet nach einem durch Perikles selbst eingebrachten Bürgerrechtsgesetzes von 451/450 v. Chr. keine vollen Bürgerrechte besaß, da nur aus der Verbindung attischer Bürger das volle Bürgerrecht entspringen konnte, somit ihre Ehe mit Perikles rechtlich nicht gültig war. Dies traf zunächst auch auf den gemeinsamen Sohn Perikles der Jüngere zu, der später ein Athener Feldherr war. Hier konnte Perikles erreichen, dass sein Sohn die Bürgerrechte erhielt. Perikles starb 429 an der Attischen Seuche und Aspasia heiratete Lysikles, einen Viehhändler und Anhänger von Perikles, der jedoch bereits 428 v. Chr. ebenfalls starb. Aus dieser Verbindung stammte ebenfalls ein Sohn.
Elemente, die in der Kunst des antiken Griechenlands zu finden sind, zieren das Gedeck der Aspasia am Tisch. Ihr Teller wird durch ein Blumenmuster, welches auf ihre Weiblichkeit hinweist, verziert. Dieses ist in Erdtönen gehalten, die in der Kunst und Architektur des 5. Jahrhunderts v. Chr. verwendet wurden. Der Tischläufer wird geziert, in der Art, in der sich Männer und Frauen zur Zeit von Aspasia kleideten. Vorder- und Rückseite werden durch drapierten Stoff in der Art eines Chitons gestaltet. Zwei gestickte, blattförmige Stifte halten den drapierten Stoff am Läufer fest, ähnlich den Schmuckverschlüssen, mit denen die Griechen ihre Roben befestigten. Die Rückseite ist zusätzlich mit sechs stilisierten schwarzen Palmetten eines Palmwedels bestickt. Die Seitenkanten des Läufers ziert ein florales Rankenmuster, welches in Gold, Silber und Schwarz gestickt ist. Es ahmt die Motive vieler griechischer Vasen und Urnen nach. Dieses Muster findet sich in der Ausschmückung des Initial-Buchstaben „A“ des Namens Aspasia auf der Vorderseite des Läufers.
| Name                 | Schreibweise auf der Kachel | Geburtsdatum             | kulturräumliche Zuordnung        | Bemerkungen | Bild |
| -------------------- | --------------------------- | ------------------------ | -------------------------------- | --- | ---- |
| Aglaonike            | Aglaonice                   | 3. v. Chr. bis 1. Jh. AD | Antikes Griechenland             | Der Legende nach eine zauberkundige Griechin aus Thessalien, die den Mond „herabzuziehen“ vermochte und dafür von den Göttern bestraft wurde. |      |
| Agnodike             | Agnodice                    | etwa 3. Jh. v. Chr.      | Antikes Griechenland             | Erste Ärztin der griechischen Antike, die als Geburtshelferin gearbeitet haben soll. |      |
| Arete von Kyrene     | Arete of Cyrene             | etwa 400 v. Chr.         | Antikes Griechenland, Kyrenaiker | Antike griechische Philosophin. Sie gehörte zur Richtung der Kyrenaiker. |      |
| Aspasia              | Aspasia of Athens           | 4. Jh. v. Chr.           | Antikes Griechenland             | Ärztin für Geburtshilfe und Gynäkologie, Lehrerin von Aëtios von Amida, der königliche Arzt des byzantinischen Kaisers Justinian I. Nicht zu verwechseln mit Aspasia von Milet, der dieses Gedeck am Tisch gewidmet ist. |      |
| Axiothea von Phleius | Axiothea                    | etwa 350 v. Chr.         | Antikes Griechenland             | Student von Platon und Speusippus, die als Mann gekleidet an der Akademie studierte. |      |
| Damo                 | Damo                        | 6./5. Jh. v. Chr.        | Antikes Griechenland             | Vermutlich Tochter des Philosophen Pythagoras und seiner Gattin Theano. Allerdings bestehen starke Zweifel an ihrer Existenz. |      |
| Diotima              | Diotima                     | N/A                      | Antikes Griechenland, Symposion  | Fiktive Figur in Platons Symposion. Frau aus Mantineia in Arkadien. |      |
| Elpinike             | Elpinice                    | um 510 v. Chr.           | Antikes Griechenland             | Adelige, sie gehört zu den bemerkenswertesten Frauen ihrer Epoche in Griechenland. |      |
| Euryleonis           | Euryleon                    | 3. Jh. v. Chr.           | Antikes Griechenland, Sparta     | Olympiasiegerin bei den Olympischen Spielen. Euryleonis durfte wie alle Frauen nicht aktiv an den Spielen teilnehmen, konnte das Verbot jedoch indirekt umgehen, da im Wagenrennen nicht die Wagenlenker, sondern die Besitzer und Besitzerinnen der siegreichen Gespanne als Olympioniken galten. |      |
| Hipparchia           | Hipparchia                  | um 340 v. Chr.           | Antikes Griechenland             | Anhängerin der kynischen Philosophie |      |
| Hippo                | Hippo                       | 1. Jh. v. Chr.           | Antikes Griechenland             | Wurde von Valerius Maximus als Beispiel für Keuschheit beschrieben. Sie gehörte auch zu den berühmten Frauen, die im 14. Jahrhundert von Giovanni Boccaccio beschrieben wurden. |      |
| Kyniska              | Cynisca                     | um 442 v. Chr.           | Antikes Griechenland             | Griechische Prinzessin von Sparta, die als erste Frau der Geschichte bei den Olympischen Spielen der Antike siegte. |      |
| Lamia                | Lamia                       | um 340 v. Chr.           | Antikes Griechenland             | Athenische Hetäre, Aulosspielerin und Geliebte des hellenistischen Herrschers und Diadochen Demetrios I. Poliorketes |      |
| Leontion             | Leontium                    | Ende 4./3. Jh. v. Chr.   | Antikes Griechenland             | Athenische Hetäre, Anhängerin, vielleicht auch Geliebte des griechischen Philosophen Epikur. |      |
| Nikobule             | Nicobule                    | N/A                      | Antikes Griechenland             | Eine Frau, die eine Arbeit über das Leben Alexander des Großen verfasst haben soll. |      |
| Periktione           | Perictyone                  | um 450 v. Chr.           | Antikes Griechenland             | Mutter des Philosophen Platon. |      |
| Phile                | Phile                       | um 50 v. Chr.            | Antikes Griechenland             | Ein seltenes Beispiel für eine verheiratete und dennoch unabhängige Frau in der griechisch-hellenistischen Welt. Als Stifterin öffentlicher Infrastrukturbauten in der antiken griechischen Stadt Priene mit hohen Ehren der Stadt ausgezeichnet, drunter einer ehrenden Inschrift, die sie zudem als Stadtmagistratin bezeichnet. Anders als viele andere Frauen in dieser Teilliste ist Philes Existenz ebenso zweifelsfrei wie die ihr zugeschriebenen Werke und Ehren. |      |
| Salpe                | Salpe                       | vor dem 3. Jh. v. Chr.   | Antikes Griechenland             | Hebamme, Ärztin und medizinische Schriftstellerin, die die Verwendung von Körperflüssigkeiten als Heilmittel bevorzugte. In Texten von Plinius dem Älteren beschrieben. |      |
| Telesilla            | Telesilla                   | 5. Jh. v. Chr.           | Antikes Griechenland             | Antike griechische Dichterin, von deren Werk nur wenige Fragmente überliefert sind. Sie habe, als die Spartaner 510 v. Chr. in Argos eingefallen und die Männer der Stadt besiegt waren, die Frauen zum Kampf aufgerufen, sie bewaffnet und an deren Spitze die von Kleomenes und Damaratos geführten Spartaner besiegt. Daran soll das Fest der Hybristika, bei dem sich Frauen als Männer kleideten, erinnern, für das jedoch wohl eher fiktive historische Erklärungen um Telesilla geschaffen wurden. Zeitgenössische Quellen erwähnen diese Begebenheit nicht, erst später wurde das von Autoren wie Pausanias und Plutarch erwähnt. Die Fragmente werden in die Mitte des 5. Jahrhunderts v. Chr. datiert, was ebenfalls gegen die Historizität der Episode spricht. |      |
| Theano               | Theano                      | 6. Jh. v. Chr.           | Antikes Griechenland, Samos      | Möglicherweise Frau des Philosophen Pythagoras. Ihre Existenz ist zweifelhaft. In der römischen Kaiserzeit galt sie als Muster weiblicher Tugend. |      |
| Themistokleia        | Aristoclea                  | 6. Jh. v. Chr.           | Antikes Griechenland             | Wohl fiktive Priesterin in Delphi und Philosophin; lehrte Pythagoras seine moralischen Lehren. Identisch mit Theoclea. Sehr wahrscheinlich fiktive Person, die Teil einer legendären Überlieferung zu Details aus dem Leben des Pythagoras war. Wirklich sichere Details aus Pythagoras’ Leben sind nur wenige bekannt, alle Bezüge nach Delphi dürften spätere Erfindungen sein. Altertumswissenschaftliche Lexika führen keine der Namensformen und auch in der Literatur zu Pythagoras werden die Namen üblicherweise nicht erwähnt. |      |
| Themistokleia        | Theoclea                    | 6. Jh. v. Chr.           | Antikes Griechenland             | Wohl fiktive griechische Priesterin, Lehrerin des Philosophen und Mathematikers Pythagoras. Zu Details siehe Aristoclea. |      |

Einzelnachweise
1. ↑  Brooklyn Museum: Aspasia. In: brooklynmuseum.org. Abgerufen am 13. Oktober 2019.
2. ↑  Brooklyn Museum: Phile. In: brooklynmuseum.org. Abgerufen am 12. Oktober 2019.
3. ↑  Ramsay MacMullen: Women in Public in the Roman Empire. In: Historia 29, 1980, S. 208–218.
4. ↑  Emmet Robbins: Telesilla. In: Der Neue Pauly (DNP). Band 12/1, Metzler, Stuttgart 2002, ISBN 3-476-01482-7, Sp. 96.
5. ↑  Brooklyn Museum: Aristoclea. In: brooklynmuseum.org. Abgerufen am 12. Oktober 2019.
6. ↑  Christoph Riedweg: Pythagoras [2]. In: Der Neue Pauly (DNP). Band 10, Metzler, Stuttgart 2001, ISBN 3-476-01480-0, Sp. 649–653.
7. ↑  Brooklyn Museum: Theoclea. In: brooklynmuseum.org. Abgerufen am 12. Oktober 2019.